# باربرا نيومان
باربرا نيومان (بالإنجليزية: Barbara Newman)‏ هي مؤرخة أمريكية، ولدت في 1953.